# Związek Harcerstwa Polskiego

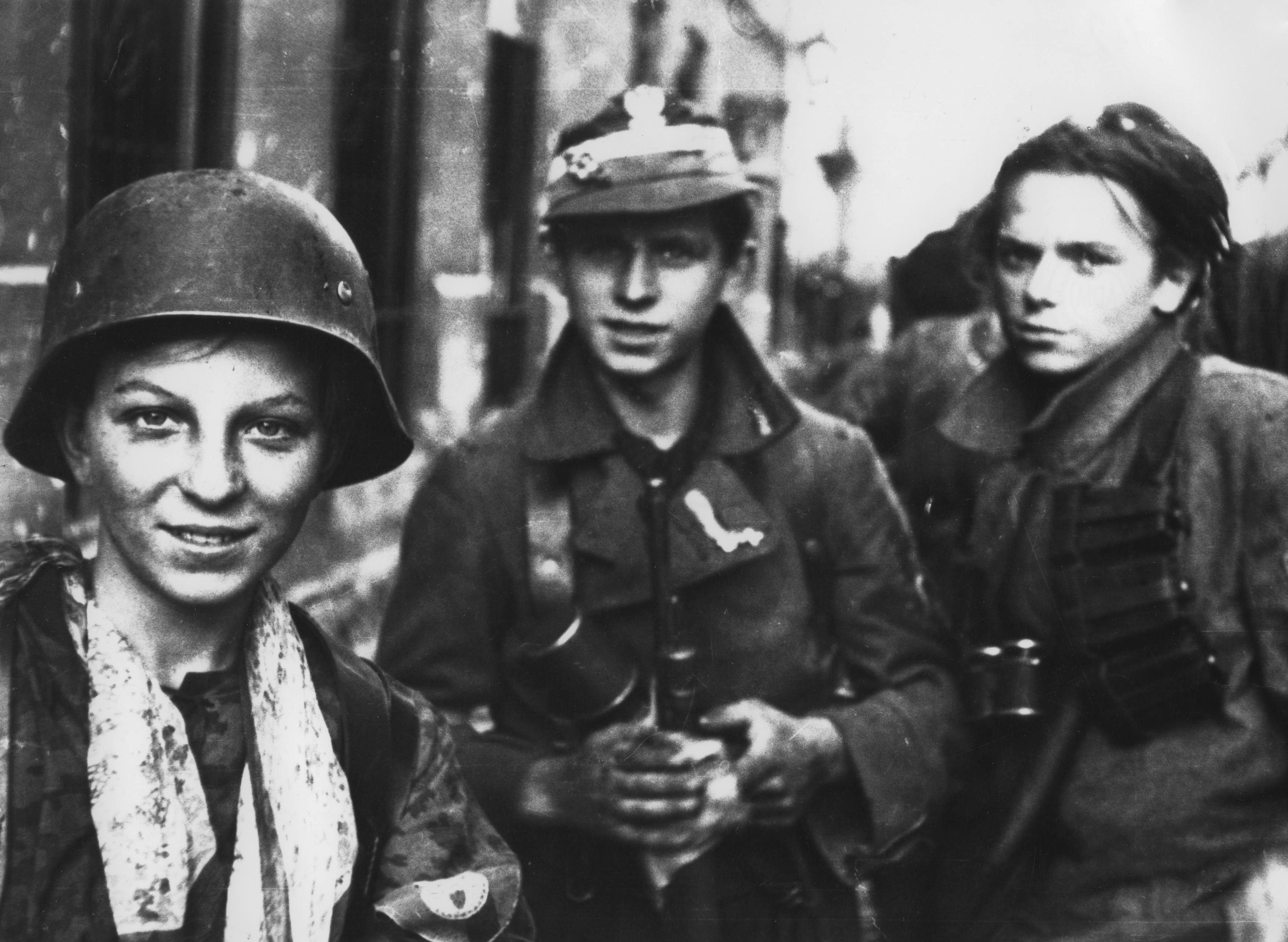
Harcerze w czasie powstania warszawskiego

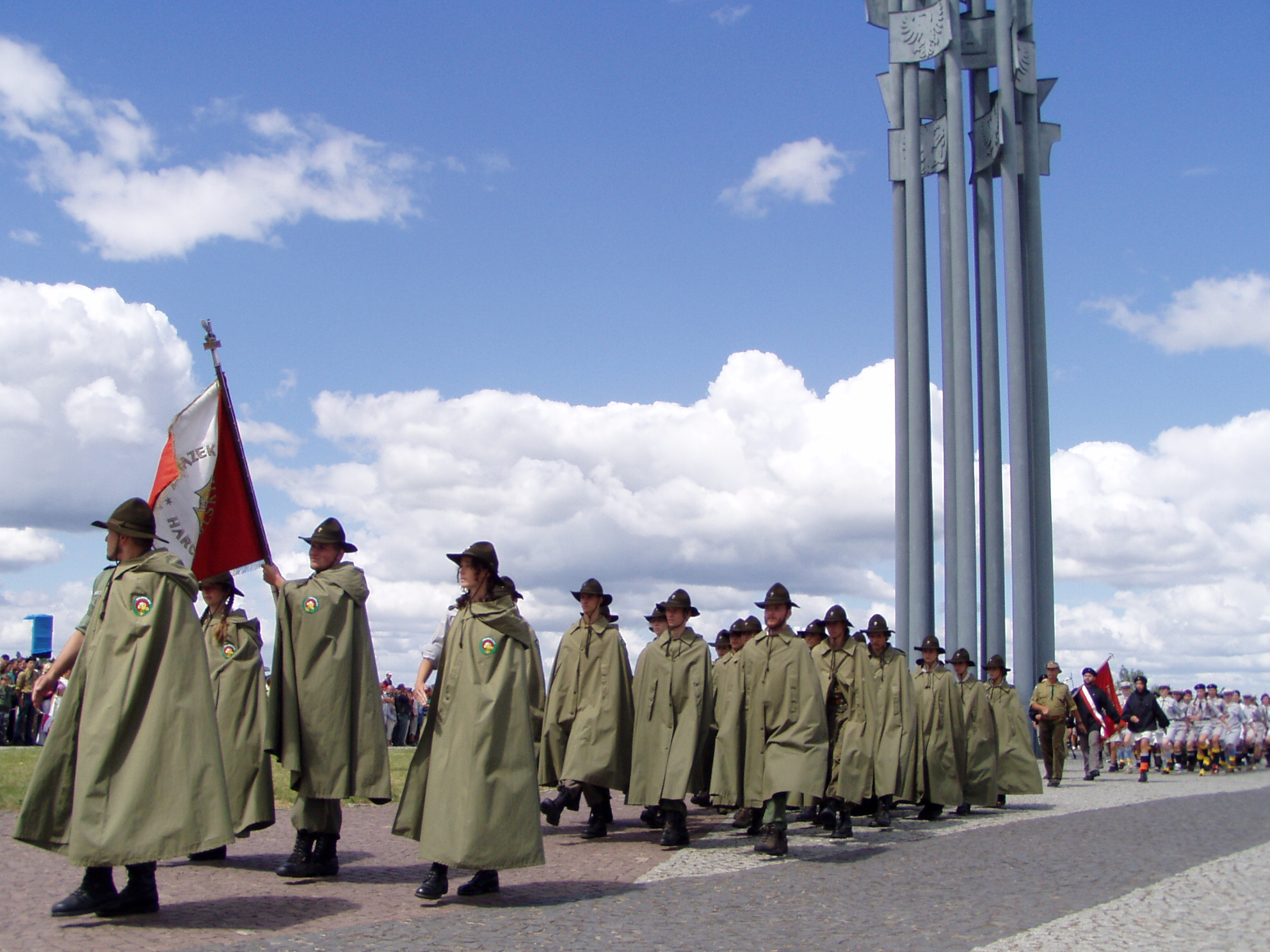
Drużyna Reprezentacyjna Chorągwi Wielkopolskiej ZHP jako Drużyna Reprezentacyjna Związku Harcerstwa Polskiego (Grunwald – Pole Bitwy)

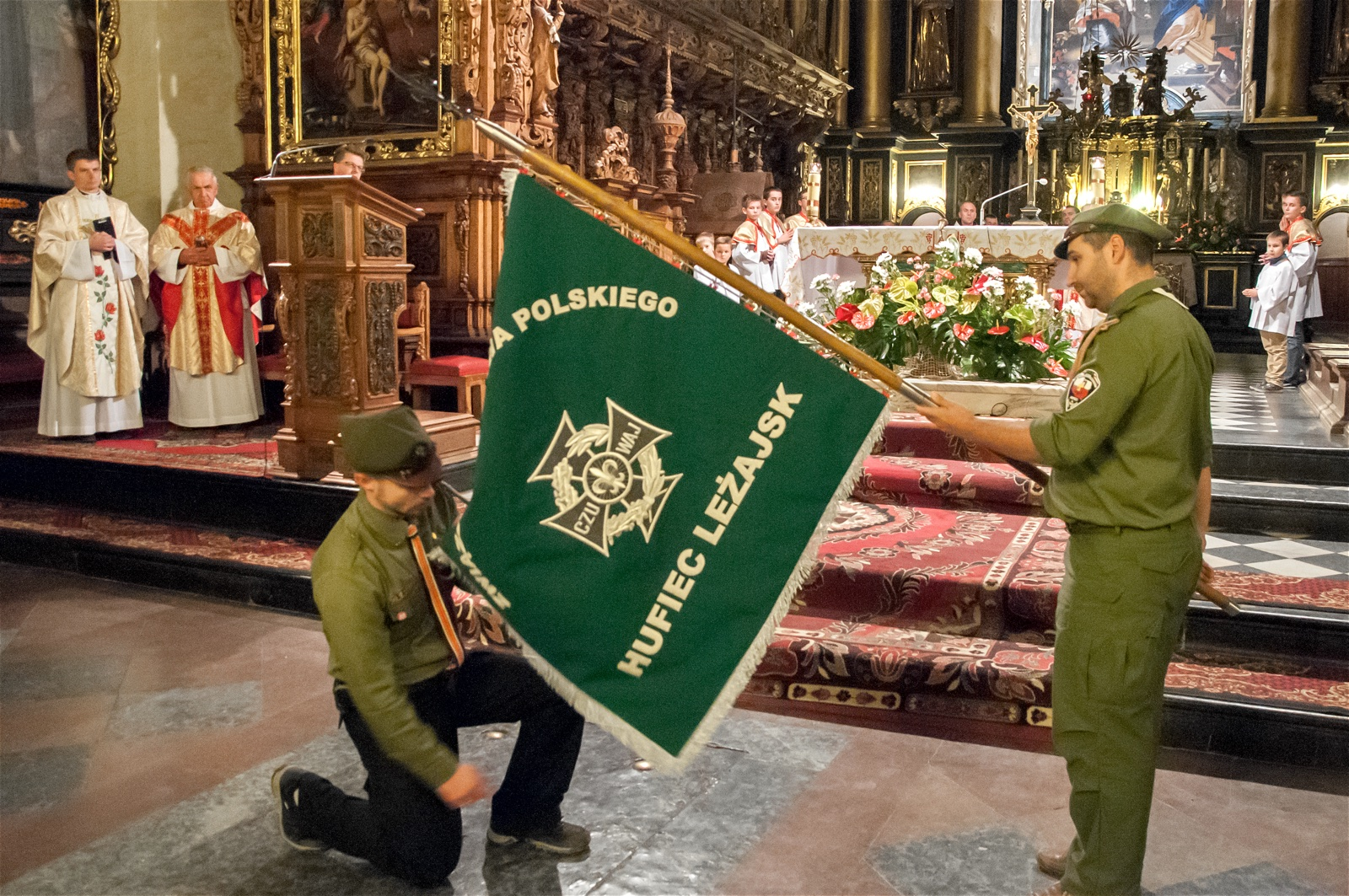
Wręczenie sztandaru Hufcowi ZHP Leżajsk

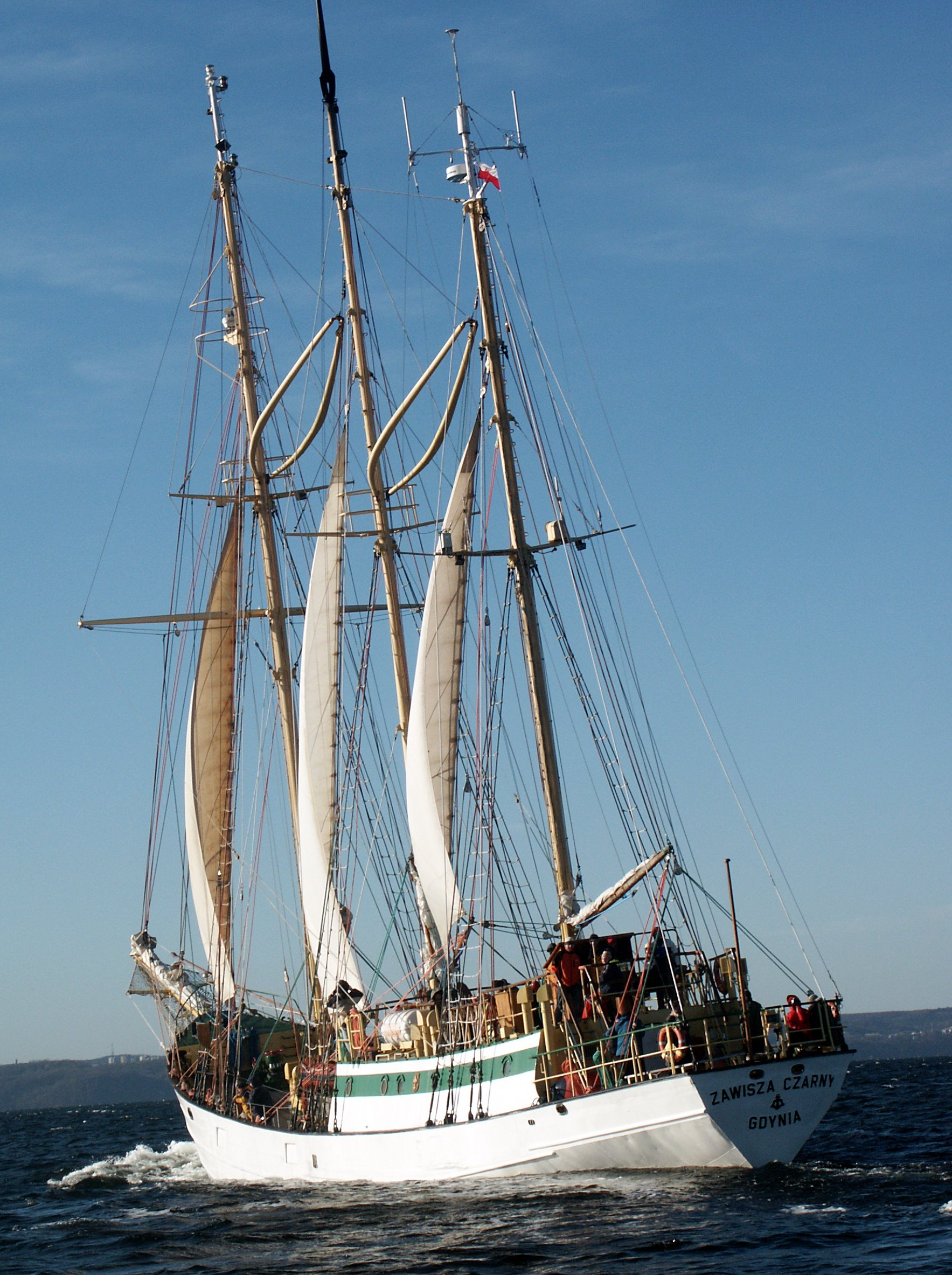
s/y Zawisza Czarny – jacht morski Związku Harcerstwa Polskiego

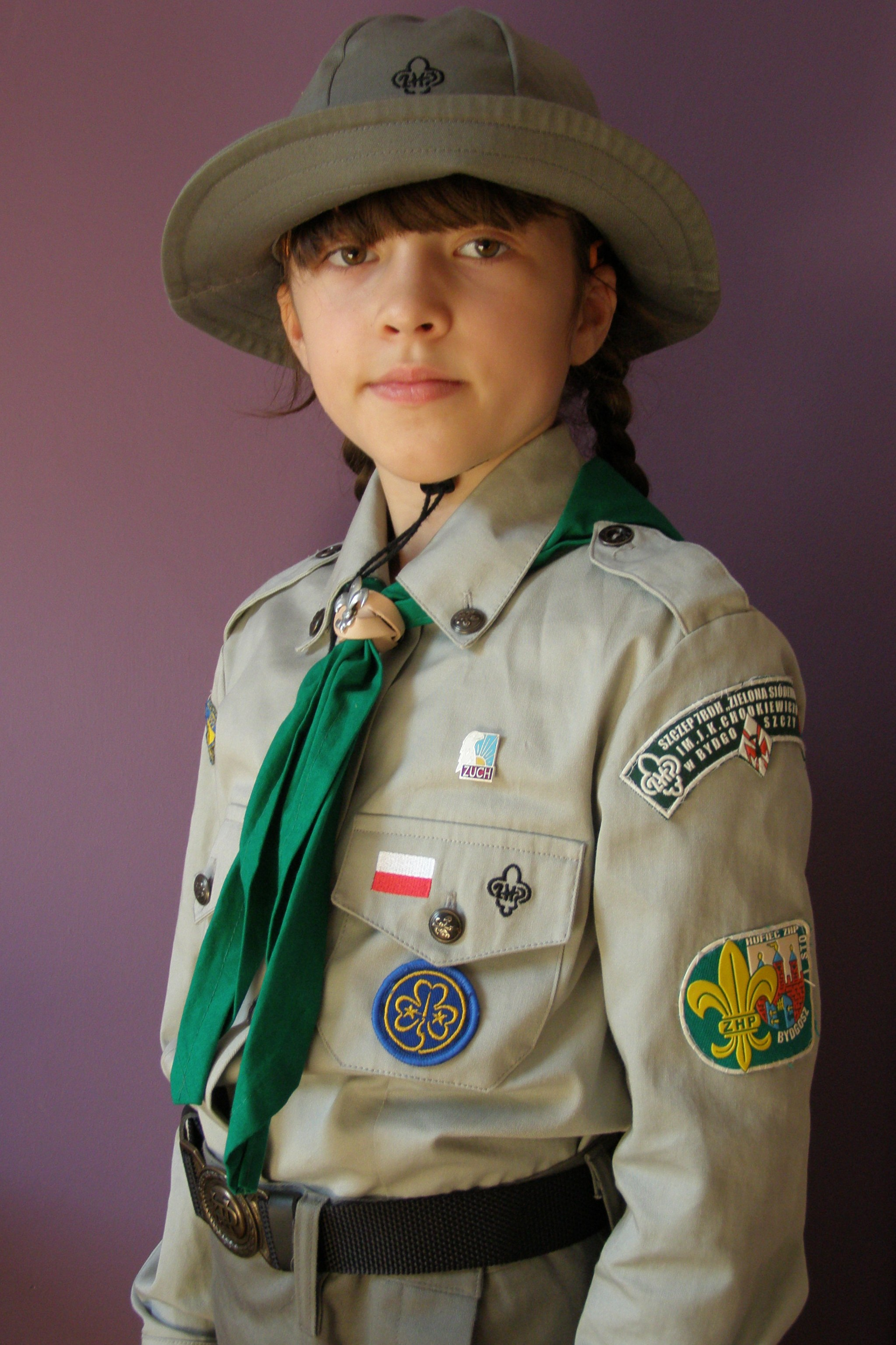
Zuch Związku Harcerstwa Polskiego

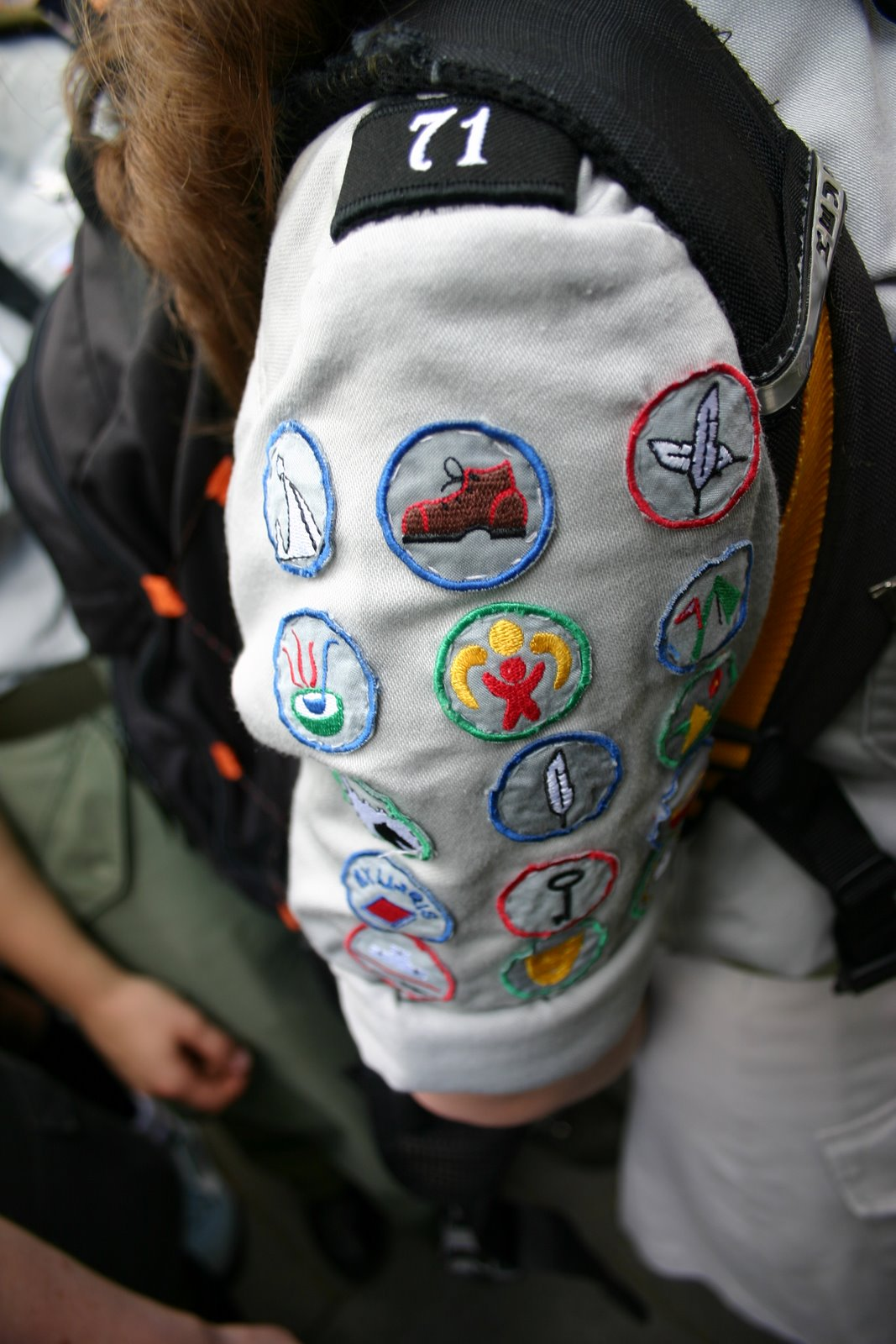
Niektóre sprawności harcerskie Związku Harcerstwa Polskiego na mundurze

Związek Harcerstwa Polskiego (ZHP) – największa polska organizacja harcerska. Powstała na zjeździe 1–2 listopada 1918 z połączenia wszystkich wcześniej działających organizacji harcerskich i skautowych (scalenie organizacji z trzech zaborów przebiegało w trudnym okresie formowania się II Rzeczypospolitej i zakończyło pod koniec 1920). Jest wychowawczym, patriotycznym, dobrowolnym i samorządnym stowarzyszeniem, otwartym dla wszystkich bez względu na pochodzenie, rasę czy wyznanie. Według danych na 2024 roku członkami ZHP jest 108 239 osób.
W latach 1936–1989 posiadał status stowarzyszenia wyższej użyteczności. Od 16 lutego 2004 zarejestrowany jest jako organizacja pożytku publicznego. Jest członkiem Polskiej Rady Organizacji Młodzieżowych.
Nazwę Związek Harcerstwa Polskiego nosiły również poprzedniczki obecnego ZHP:
- organizacja skautowa kierowana przez Naczelną Komendę Skautową w Warszawie, działająca do 1 listopada 1916,
- organizacja harcerska działająca na terenie Królestwa Polskiego (regencyjnego), działająca od 2 listopada 1916 do 2 listopada 1918[1].

## Charakter
Misją Związku Harcerstwa Polskiego jest wychowywanie młodzieży oraz wspieranie rozwoju i kształtowanie charakteru człowieka poprzez stawianie wyzwań. Podstawowe wartości, na których opiera się wychowanie zawarte są w prawie harcerskim. Pierwotnie wywodzą się one z chrześcijaństwa, choć formalnie ZHP jest organizacją świecką, akcentująca potrzebę rozwoju duchowego, która może być wyrażana w każdej religii. Organizacja kształtuje postawy szacunku wobec każdego człowieka, uznając jednak system wartości duchowych za sprawę osobistą każdego członka ZHP.
Celami statutowymi ZHP są:
- stwarzanie warunków do wszechstronnego rozwoju człowieka,
- kształtowanie osobowości człowieka odpowiedzialnego,
- upowszechnianie w społeczeństwie takich wartości jak: wolność, prawda, sprawiedliwość, demokracja, samorządność, równouprawnienie, tolerancja i przyjaźń,
- umożliwienie nawiązywania kontaktów międzyludzkich ponad wszelkimi podziałami,
- propagowanie wiedzy na temat przyrody, ekologii oraz kształtowanie potrzeby kontaktu z przyrodą.

## Historia
W Polsce harcerstwo inspirowane było angielskim ruchem skautowym zainicjowanym przez Roberta Badena-Powella, który w 1908 wydał klasyczny podręcznik skautingu Scouting for Boys. Po raz pierwszy na terenie ziem polskich znajdujących się pod zaborami skauting promowało Polskie Towarzystwo Gimnastyczne „Sokół” w zaborze austriackim. Ruch skautowy zaczął się tam rozwijać już w 1910. Znaczący wpływ na powstanie ruchu skautowego mieli działacze Sokoła oraz Organizacji Młodzieży Niepodległościowej „Zarzewie”.
Formalnie Związek Harcerstwa Polskiego powstał na zjeździe zjednoczeniowym w Lublinie w listopadzie 1918. W latach 20. XX wieku ZHP był współzałożycielem Światowej Organizacji Ruchu Skautowego (WOSM) i Światowego Stowarzyszenia Przewodniczek i Skautek (WAGGGS).
W 1920 r. Związek Harcerstwa Polskiego objął protektoratem Naczelnik Państwa. Protektorami ZHP byli również kolejni prezydenci Rzeczypospolitej Polskiej.

## Prawo harcerskie
W ZHP stosuje się Prawo harcerskie następującej treści:
1. Harcerz sumiennie spełnia swoje obowiązki wynikające z Przyrzeczenia Harcerskiego.
2. Na słowie harcerza polegaj jak na Zawiszy.
3. Harcerz jest pożyteczny i niesie pomoc bliźnim.
4. Harcerz w każdym widzi bliźniego, a za brata uważa każdego innego harcerza.
5. Harcerz postępuje po rycersku.
6. Harcerz miłuje przyrodę i stara się ją poznać.
7. Harcerz jest karny i posłuszny rodzicom oraz wszystkim swoim przełożonym.
8. Harcerz jest zawsze pogodny.
9. Harcerz jest oszczędny i ofiarny.
10. Harcerz pracuje nad sobą, jest czysty w myśli, mowie i uczynkach, jest wolny od nałogów.

## Przyrzeczenie harcerskie
W ZHP stosuje się dwie roty Przyrzeczenia harcerskiego, do wyboru przez składającego Przyrzeczenie:
1. Mam szczerą wolę całym życiem pełnić służbę Bogu i Polsce, nieść chętną pomoc bliźnim i być posłusznym/posłuszną Prawu Harcerskiemu.
2. Mam szczerą wolę całym życiem pełnić służbę Polsce, stać na straży harcerskich zasad, nieść chętną pomoc bliźnim i być posłusznym/posłuszną Prawu Harcerskiemu.
Drugi rodzaj przyrzeczenia, został zaaprobowany na XLII Zjeździe ZHP w 2022 roku i stanowi świecką alternatywną wersję przyrzeczenia.

## Struktura
Najwyższą władzą Związku Harcerstwa Polskiego jest Zjazd ZHP. W okresie pomiędzy zjazdami władzami naczelnymi są Przewodniczący ZHP, Rada Naczelna ZHP (odpowiednik rady nadzorczej), Naczelnik ZHP, Główna Kwatera ZHP (odpowiednik zarządu), Centralna Komisja Rewizyjna ZHP (organ kontrolny) oraz Naczelny Sąd Harcerski ZHP (odpowiednik sądu koleżeńskiego).
Jednostkami terenowymi ZHP są chorągwie organizowane na poziomie wojewódzkim. Obecnie w ZHP istnieje 17 chorągwi (w większości ich obszar działania pokrywa się z obszarem województwa, jedynie na obszarze województwa mazowieckiego istnieją dwie chorągwie): Białostocka, Dolnośląska, Gdańska, Kielecka, Krakowska, Kujawsko-Pomorska, Lubelska, Łódzka, Mazowiecka, Opolska, Podkarpacka, Stołeczna, Śląska, Warmińsko-Mazurska, Wielkopolska, Zachodniopomorska, Ziemi Lubuskiej. Chorągwie dzielą się na hufce, organizowane najczęściej na poziomie powiatowym (w dużych miastach hufce obejmują jedną lub kilka dzielnic).
Hufce zrzeszają podstawowe jednostki organizacyjne: gromady, które dzielą się wewnętrznie na szóstki zuchowe; drużyny, które dzielą się wewnętrznie na zastępy lub patrole; kręgi i inne jednostki działające na zasadzie kręgu lub drużyny. Jednostki te mogą się łączyć w szczepy lub związki drużyn.
W ZHP działają również ogólnopolskie, regionalne oraz środowiskowe ruchy programowo-metodyczne, skupiające członków ZHP oraz jednostki organizacyjne ZHP. Ruchy programowo-metodyczne stanowią dla ich członków formę współdziałania w celach doskonalenia programu i metodyki, wymiany doświadczeń i upowszechniania inicjatyw programowych i metodycznych, realizacji konkretnego zadania, inicjatywy społecznej lub kierunku służby.
W ramach ZHP wydzielono zespół podmiotów, stanowiących tzw. Grupę ZHP, w skład której wchodzą:
- Centralna Składnica Harcerska „4 Żywioły”,
- Centrum Wychowania Morskiego (w likwidacji),
- Fundacja Światowe Jamboree,
- Ośrodek Szkoleniowo-Wypoczynkowy „Perkoz”,
- Muzeum Harcerstwa,
- Samodzielny Zakład Administracji i Logistyki przy GK ZHP,
- Schronisko Górskie ZHP „Głodówka” na Polanie Głodówka.

## Grupy członkowskie i metodyczne
Grupami członkowskimi, które stanowią jednocześnie grupy metodyczne są:
- zuchy – członkowie w wieku 6–10 lat, pracujący metodyką zuchową,
- harcerki i harcerze – członkowie w wieku 10–13 lat, pracujący metodyką harcerską,
- harcerki i harcerze starsi – członkowie w wieku 13–16 lat, pracujący metodyką starszoharcerską,
- wędrowniczki i wędrownicy – członkowie w wieku 16–21 lat, pracujący metodyką wędrowniczą[14].

Grupami członkowskimi, które nie stanowią grup metodycznych są:
- instruktorki i instruktorzy – członkowie którzy ukończyli 16 lat, po zdobyciu stopnia instruktorskiego i złożeniu Zobowiązania Instruktorskiego, złożywszy uprzednio Przyrzeczenie Harcerskie,
- starszyzna – członkowie, którzy ukończyli 21. rok życia, złożyli Przyrzeczenie Harcerskie i nie złożyli Zobowiązania Instruktorskiego oraz realizują zadania wspierające realizację misji wychowawczej ZHP,
- seniorzy – członkowie posiadający miano seniora – starszyzna i instruktorzy, którzy ukończyli 55 lat i złożyli stosowną deklarację właściwemu komendantowi[14].

## Członkostwo w organizacjach międzynarodowych
Związek Harcerstwa Polskiego jest członkiem:
- WOSM – Światowej Organizacji Ruchu Skautowego (World Organisation of Scout Movement) w latach 1922–1949 (członek założyciel) i ponownie od 1996,
- WAGGGS – Światowego Stowarzyszenia Przewodniczek i Skautek (World Association of Girl Guides and Girl Scouts) w latach 1928–1950 (członek założyciel) i ponownie od 1996,
- ISGF – Międzynarodowego Bractwa Skautów i Przewodniczek (International Scout and Guide Fellowship),
- ICCS – Międzynarodowej Katolickiej Konferencji Skautingu (International Catholic Conference of Scouting) od 1999,
- ICCG – Międzynarodowej Katolickiej Konferencji Skautingu Żeńskiego (International Catholic Conference of Guiding) od 2000,
- DESMOS – Międzynarodowego Porozumienia Skautów Prawosławnych (International Link of Orthodox Christian Scouts) od 1997 (członek założyciel).

## Zloty
Zloty (ang. jamboree) są tradycyjnymi spotkaniami harcerzy i skautów. Na przestrzeni lat Związek Harcerstwa Polskiego zorganizował następujące zloty organizacji:

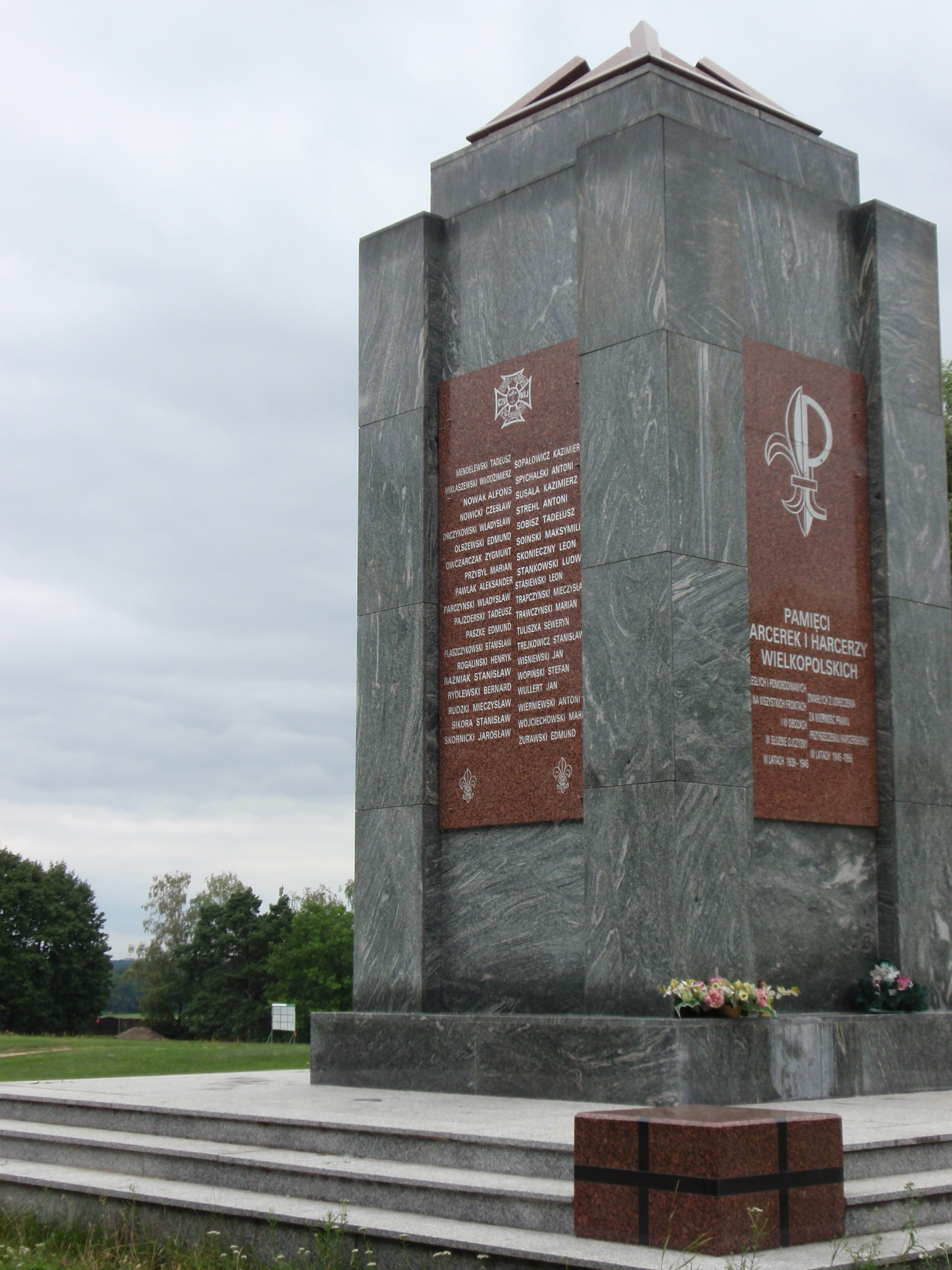
Pomnik „Harcerzom Wielkopolskim” Poległym w Walce o Niepodległość 1918–1920 w Poznaniu

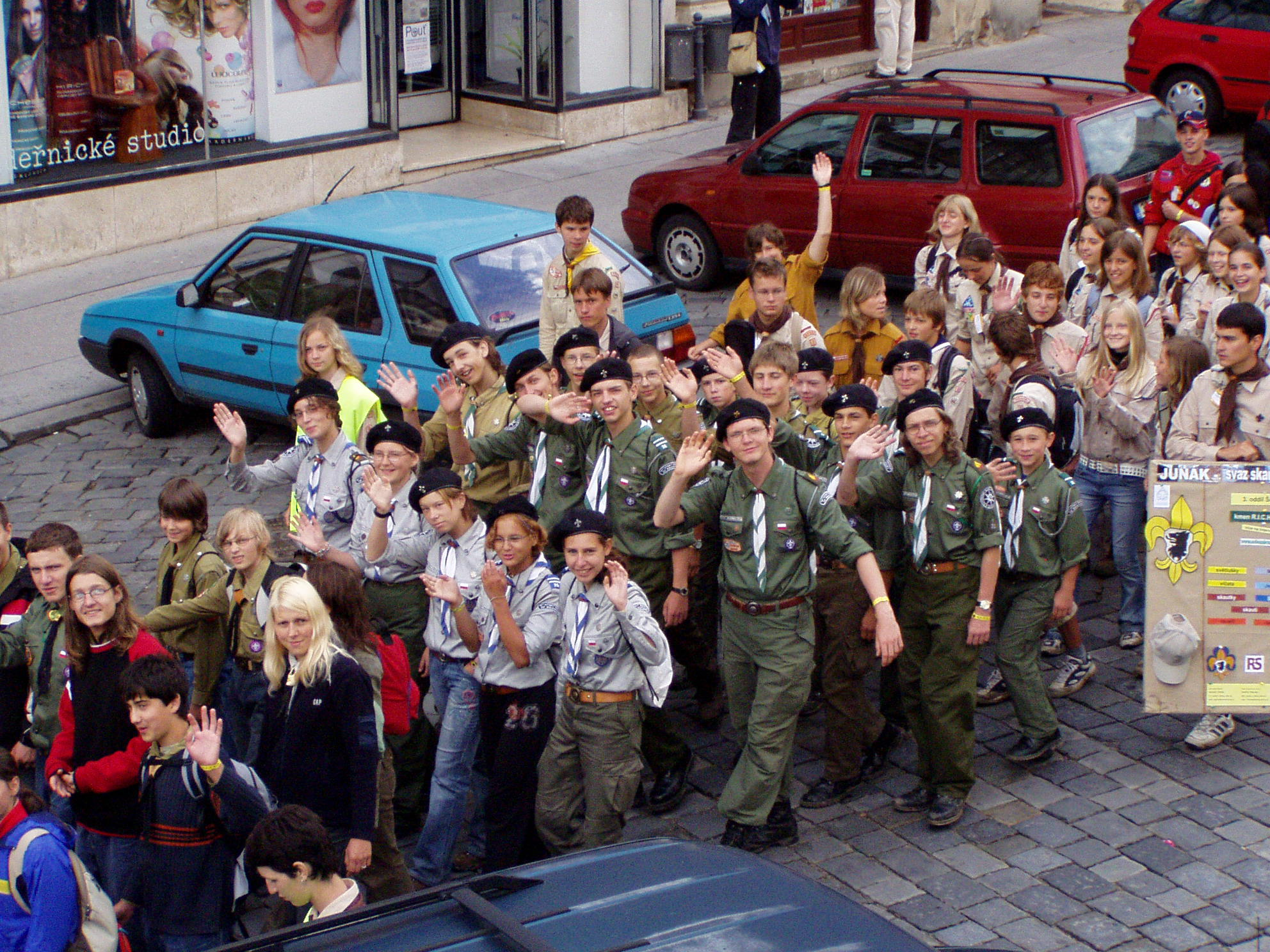
Reprezentacja Harcerskiego Klubu Turystycznego „Azymut” w Swarzędzu na 8 Zlocie Skautów Europy Środkowej „ORBIS 2006”

- 1924 – I Narodowy Zlot Harcerzy w Warszawie
- 1929 – II Narodowy Zlot Harcerzy w Poznaniu
- 1935 – Jubileuszowy Zlot ZHP w Spale
- 1981 – Jubileuszowy Zlot 70-lecia Harcerstwa Polskiego – Kraków-Błonia
- 1988 – Zlot ZHP 1988 na Warmii i Mazurach (potocznie nazywany Zlotem Grunwaldzkim)
- 1991 – Zlot 80-lecia Harcerstwa Polskiego – Pająk koło Częstochowy
- 1995 – Światowy Zlot Harcerstwa Polskiego „Zegrze ’95”
- 2000 – Światowy Zlot Harcerstwa Polskiego „Gniezno 2000”
- 2007 – Zlot ZHP „Kielce 2007”
- 2010 – Jubileuszowy Zlot Stulecia Harcerstwa „Kraków 2010”
- 2018 – Zlot ZHP „Gdańsk 2018” (z okazji 100-lecia ZHP)[17]

## Odznaczenia
Związek Harcerstwa Polskiego ustanowił m.in. następujące odznaczenia:
- Krzyż „Za Zasługi dla ZHP”
- Medal Wdzięczności ZHP
- Honorowa Odznaka Ruchu Przyjaciół Harcerstwa

## Wyróżnienia
Związek Harcerstwa Polskiego został wyróżniony m.in.:
- Orderem Sztandaru Pracy I klasy (1973)[18]
- Orderem Krzyża Grunwaldu II klasy (1985)[18]
- Medalem Pro Memoria (2005)[potrzebny przypis]
- Odznaką Honorową za Zasługi dla Ochrony Praw Dziecka (2018)[19]
- Medalem im. dr. Henryka Jordana (2018)[20]
- Odznaką Specjalną “Przyjaciel Dziecka” (2018)[20]
- Medalem Św. Jana Pawła II (2018)[21]
- Podczas XXX Forum Ekonomicznego w Karpaczu 8 września 2021 ZHP został wyróżniony tytułem „Organizacja Pozarządowa Roku” 2020 Europy Środkowo-Wschodniej[22][23].
- Odznaczeniem Dumni z Powstańców (2024)[24]